# Acasanga
Acasanga är ett släkte av skalbaggar som ingår i familjen långhorningar.

## Arter
- Acasanga delectabilis (Waterhouse, 1880)
- Acasanga dimidiosanguinea (Fuchs, 1963)
- Acasanga humeralis (Waterhouse, 1880)
- Acasanga reticulata (Waterhouse, 1880)